# Daniel Basilius

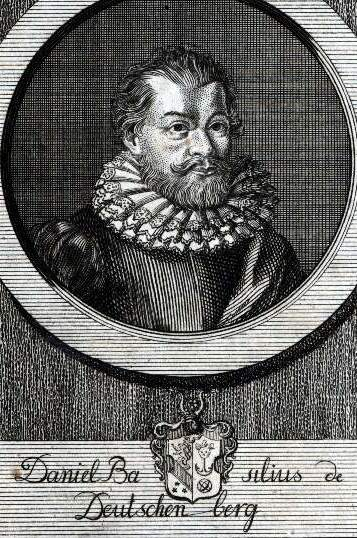
Daniel Basilius

Daniel Basilius von Deutschenberg (* 1585 in  Deutschliptsch; † 25. Juni 1628 in Prag) war ein in Böhmen wirkender slowakischer Polyhistor.

## Leben
Daniel Basilius studierte an der Universität Prag. Am 28. Juli 1609 wurde er Baccalaureus und am 29. März 1612 erhob ihn Johann Campanus zum Magister artium. Daraufhin stand er als Rektor der Schule bei St. Nikolaus auf der Kleinseite vor und wurde Kleinseitner Bürger. 1614 wurde er zum Doktor der Rechtswissenschaften promoviert. Er lehrte alsdann Mathematik. 1615 erfolgte die Ernennung zum Professor für Physik, Mathematik und Astronomie an seiner Alma Mater. 1617 wurde er Dekan der Philosophischen Fakultät. Der Professor lehrte auch Hebräisch und verfasste zu dem Fach ein Lehrbuch.
Gegen Ende 1620, nach der Schlacht am Weißen Berg, musste der Protestant Daniel Basilius seine Universität verlassen, kam aber bei der Böhmischen Hofkanzlei als Sekretär unter. Später diente er dort bis zu seinem Lebensende als Appellationsrat.

## Werk (Auswahl)
- Theses de Pestilentia. Prag 1610
- Disquisitio Physica de spiritibus corporis animati. Prag 1611
- Disputatio de Plantis. 1611
- Varia Carmina in Laudes amicorum. Prag 1611
- Carmen ad almam Matrem Academiam Illustri Praefide Ornatam. Prag 1613
- Placet et Sententia Copernici , terram moueri , stare coelum. Prag 1614
- zusammen mit Johannes Stribrsky: Astronomisch gut düncken. Von dem schrecklichen Cometen, welcher nach der Opposition der Sonnen und Saturni, den 28. Novembris in der Wag, dieses unruhigen 1618. Jahrs erschinen ist was er vor Gestalt und Natur an sich habe ... mit Fleiß beschriben. Prag um 1618

## Anekdote
Der gelehrte Prager Arzt Andreas Haberbeschel von Habernfeld griff Daniel Basilius’ astronomische Schriften über die Kometenentstehung erfolglos an und wurde dann unsachlich. Der Professor Daniel Basilius habe an keiner auswärtigen Universität studiert und betreibe Wissenschaft quasi zu Hause hinterm Ofen. Zudem lasse der Professor auf der Kleinseite Bier brauen. Der Angegriffene brachte den Aggressor endlich zum Schweigen, indem er jeden weiteren Streit vermied.